# Brian Cox (físico)
Brian Cox (Chadderton, Oldham (Grande Manchester), Lancashire, Inglaterra, 3 de março de 1968) é um físico e professor da Universidade de Manchester.
É apresentador de diversos programas da BBC sobre ciência, onde durante algum tempo foi membro de uma banda de rock. Ele é filho de bancários e neto de trabalhadores de fábricas de algodão em Lancashire. Era um bom aluno no colégio, mas nada surpreendente, formando-se em física pela Universidade de Manchester. Ainda estudante, entrou na banda D:Ream, que tinha vários hits nas paradas britânicas. Antes, na década de 1980, ele já teve experiência como tecladista na banda Dare.
Brian obteve um doutorado em física em Manchester, com um trabalho sobre física de partículas. Em 1997, a banda D:Ream se desfez. Nos anos 2000, ele apresentou vários programas de TV da BBC sobre física e astronomia. Além disso, mantém desde 2009 um programa de rádio pela BBC, que mistura comédia com ciência e possui grande público. Também dá palestras sobre o LHC e física das partículas, além de aparecer na lista dos homens vivos mais sexies do mundo da revista People em 2009.
É autor de vários livros populares de ciência e foi consultor científico do filme Sunshine. Recebeu diversos prêmios na Inglaterra pelo seu esforço de divulgação da ciência. Ele se considera um humanista, tem uma filha nascida em 2009 e é padrasto de um menino. Seu interesse por astronomia começou quando leu o livro Cosmos, de Carl Sagan. Atualmente trabalha no experimento Atlas do LHC, na Suíça.

## Televisão
| Ano  | Título                              | Papel           | Notas        |
| ---- | ----------------------------------- | --------------- | ------------ |
| 2007 | The Six Billion Dollar Experiment   | Apresentador    | Série da BBC |
| 2008 | The Big Bang Machine                | Apresentador    |              |
| 2008 | What on Earth is Wrong with Gravity | Apresentador    | Série da BBC |
| 2008 | Do You Know What Time It Is         | Apresentador    | Série da BBC |
| 2009 | Can we Make a Star on Earth         | Apresentador    | Série da BBC |
| 2010 | Wonders of the Solar System         | Apresentador    |              |
| 2010 | Dani's House                        | Ele mesmo       |              |
| 2011 | Stargazing LIVE                     | Co-apresentador |              |
| 2011 | Wonders of the Universe             | Apresentador    |              |
| 2012 | Wonders of Life                     | Apresentador    |              |
| 2012 | Doctor Who                          | Ele mesmo       | Série da BBC |